# Trixoscelis obscurella
Trixoscelis obscurella – gatunek muchówki z rodziny Trixoscelididae.
Gatunek ten opisany został w 1823 roku przez Carla Fredrika Falléna jako Geomyza obscurella.
Muchówka o ciele długości od 2,5 do 3 mm. Głowa jej wyposażona jest w wewnętrzne szczecinki ciemieniowe i skrzyżowane szczecinki zaciemieniowe. Tułów jest ubarwiony szaro. Skrzydła mają brązowo przyciemnione obrzeża przedniej i tylnej żyłki poprzecznej. Czarny odwłok cechuje się silnym, lustrzanym połyskiem oraz szarym oprószeniem nasady i boków.
Owad znany z Portugalii, Hiszpanii, Irlandii, Francji, Belgii, Niemiec, Danii, Szwecji, Norwegii, Finlandii, Szwajcarii, Austrii, Włoch, Polski, Litwy, Łotwy, Czech, Słowacji, Węgier, Ukrainy, Serbii, Czarnogóry, Macedonii, Bułgarii, Turcji, Rosji i wschodniej Palearktyki.